# Tricholosporum tropicale
Tricholosporum tropicale là một loài nấm trong họ Tricholomataceae. Found in Mexico, the species was described as new to science năm 1994.